# Vườn quốc gia Windjana Gorge
Vườn quốc gia hẻm núi Windjana là một vườn quốc gia thuộc vùng Kimberley của Tây Úc (Úc), cách Perth 1855 km về phía đông bắc và cách Broome 355 km về phía đông.
Hẻm núi được khắc chạm bởi sông Lennard và dài trên 3 km và rộng khoảng 100 m với các bức tường ở độ cao 30m. Các hòn đá là một phần của dãy núi Napier, một hệ thống rạn san hô Devonian cổ đại đã hơn 375 triệu năm tuổi.. Các hòn đá giống với những tảng đá tìm thấy ở Tunnel Creek và Geikie Gorge.
Dòng sông chảy tự do qua hẻm núi trong mùa mưa, nhưng vào mùa khô (giữa tháng 5 và tháng 9) nó sẽ trở thành một loạt các hồ bơi bao quanh bởi cây cối và cây bụi. Một số thảm thực vật nằm dọc theo bờ sông bao gồm các thanh đao, cây cảnh, cây vả bản địa và cây leichhardt.